# Hermann Pleiß
Hermann Wilhelm Günther Pleiß (* 26. Februar 1921 in Dierdorf, Rheinland) ist ein deutscher Meteorologe und ehemaliger Hochschullehrer.

## Leben und Werk
Pleiß studierte nach dem Schulabschluss und erlangte den Abschluss als Diplom-Meteorologe, 1949 promovierte er an der Universität Leipzig zum Dr. rer. nat. und 1958 habilitierte er sich an der Technischen Hochschule Dresden. Von 1946 bis 1953 war er Leiter der Abteilung Klimadienst der Sächsischen Landeswetterwarte in Dresden. 1954 wurde er mit der Wahrnehmung einer Professur beauftragt und kommissarischer Direktor des Instituts für Forstliche Meteorologie und Klimakunde an der Technischen Hochschule Dresden. 1959 erfolgte seine Berufung zum Professor mit Lehrauftrag für Forstliche Meteorologie und Klimakunde (später verkürzt: für Meteorologie). 1986 wurde er emeritiert.

## Schriften (Auswahl)
- Die Windverhältnisse in Sachsen. Leipzig 1949.
- Wetter und Klima des Fichtelberges. Dresden 1958.
- Meteorologie. Lehrbrief 1. Berlin 1960.
- Meteorologie. Lehrbrief 2. Berlin 1960.
- Wetter und Klima des Fichtelberges. Berlin 1961.
- Der Kreislauf des Wassers in der Natur. Jena 1977.